# مريم الحلي
مريم محمّد هادي الحِلّي (ولدت في 17 مارس 1984) هي لاعبة أولمبياد بحرينيّة، تخصّصت في سباق المئة متر، كانت إحدى سيدات البحرين المشاركات في أولمبياد سيدني عام 2000 باسم جزيرة الشرق الأوسط مع المتسابقة فاطمة حميد كراشي.
في أثناء مشاركتها بالألعاب الأولمبيّة، حقّقت الرقم القياسي في الجري في الخليج العربي.
بدأت مشوارها الرياضي في مدرسة ابن خلدون الثانويّة الوطنيّة وتخرّجت منها سنة 2001، أكملت تعليمها في كليّة الجرّاحين الملكيّة في ايرلندا حيث تخرّجت منها سنة 2007.

## روابط خارجية
- مريم الحلي على موقع الاتحاد الدولي لألعاب القوى (الإنجليزية)
- مريم الحلي على موقع أوليمبيديا (الإنجليزية)

## انظر ايضًا
- البحرين في الألعاب الأولمبية الصيفية 2000